# Соуза Мендеш, Аристидеш де
Аристи́деш де Со́уза Ме́ндеш ду Амара́л-и-Абра́ншеш (порт. Aristides de Sousa Mendes do Amaral e Abranches; 19 июля 1885, Визеу или Кабанаш-де-Вириату — 3 апреля 1954, Лиссабон) — португальский дипломат, праведник мира.
Будучи генеральным консулом Португалии в Бордо, с 16 по 23 июня 1940 года одобрил выдачу более 30 тысяч виз для людей, бежавших от нацистского наступления. Около 12 тысяч из них были евреями. Лично сопровождал сотни еврейских беженцев до пограничных пунктов на франко-испанской границе. За то что Мендеш действовал вопреки прямым указаниям своего министерства, он был уволен и в 1954 году умер в нищете. В 1995 году был реабилитирован и посмертно награждён медалью.
9 июня 2020 правительство Португалии официально признало заслуги Мендеша и было принято решение об установке памятника Мендешу в Национальном Пантеоне.

## Ранние годы
Мать — Аристидеша Мария Анжелина Рибейру де Абраншеш де Абреу Каштелу-Бранку — происходила из рода аристократов, родственников короля. Его отец Жозе де Соуза Мендеш был судьёй Верховного суда Португалии, а его брат-близнец Сезар стал министром иностранных дел с 1932 по 1933 год при режиме Салазара.
Соуза Мендеш и его брат изучали право в Коимбрском университете, и получили дипломы юристов в 1908 году. В том же году Соуза Мендеш женился на Марии Анжелине Рибейру де Абраншеш (род. 20 августа 1888 года), которую любил с самого детства. У них было четырнадцать детей, которые родились в разных странах, где служил Аристид.
Вскоре, после женитьбы, Соуза Мендеш начал дипломатическую карьеру разъезжая с семьёй по всему миру. В начале своей карьеры он работал в Занзибаре, Кении, Бразилии и США. Далее его назначили в Антверпен, Бельгия (1931). В Бельгии он встретился с лауреатами Нобелевской премии Морисом Метерлинком и Альбертом Эйнштейном. Спустя почти десять лет службы в Бельгии Соуза Мендеш был назначен в консульство в Бордо, Франция.

## Действия в качестве дипломата
В начале Второй мировой войны и вторжения вермахта во Францию португальский консул находился в Бордо.
Салазар сумел сохранить нейтралитет Португалии в ходе войны. 11 ноября 1939 года он издал приказ консулам не выдавать португальские визы «иностранцам неопределённого или оспариваемого гражданства, без гражданства, или евреям, изгнанным из страны их происхождения». Этот приказ последовал лишь через полгода после указания, чтобы «ни при каких обстоятельствах» не выдавать визы без предварительного разрешения по каждому случаю из Лиссабона. Аналогичная политика против еврейской иммиграции была принята гораздо раньше Соединёнными Штатами и Соединённым Королевством.

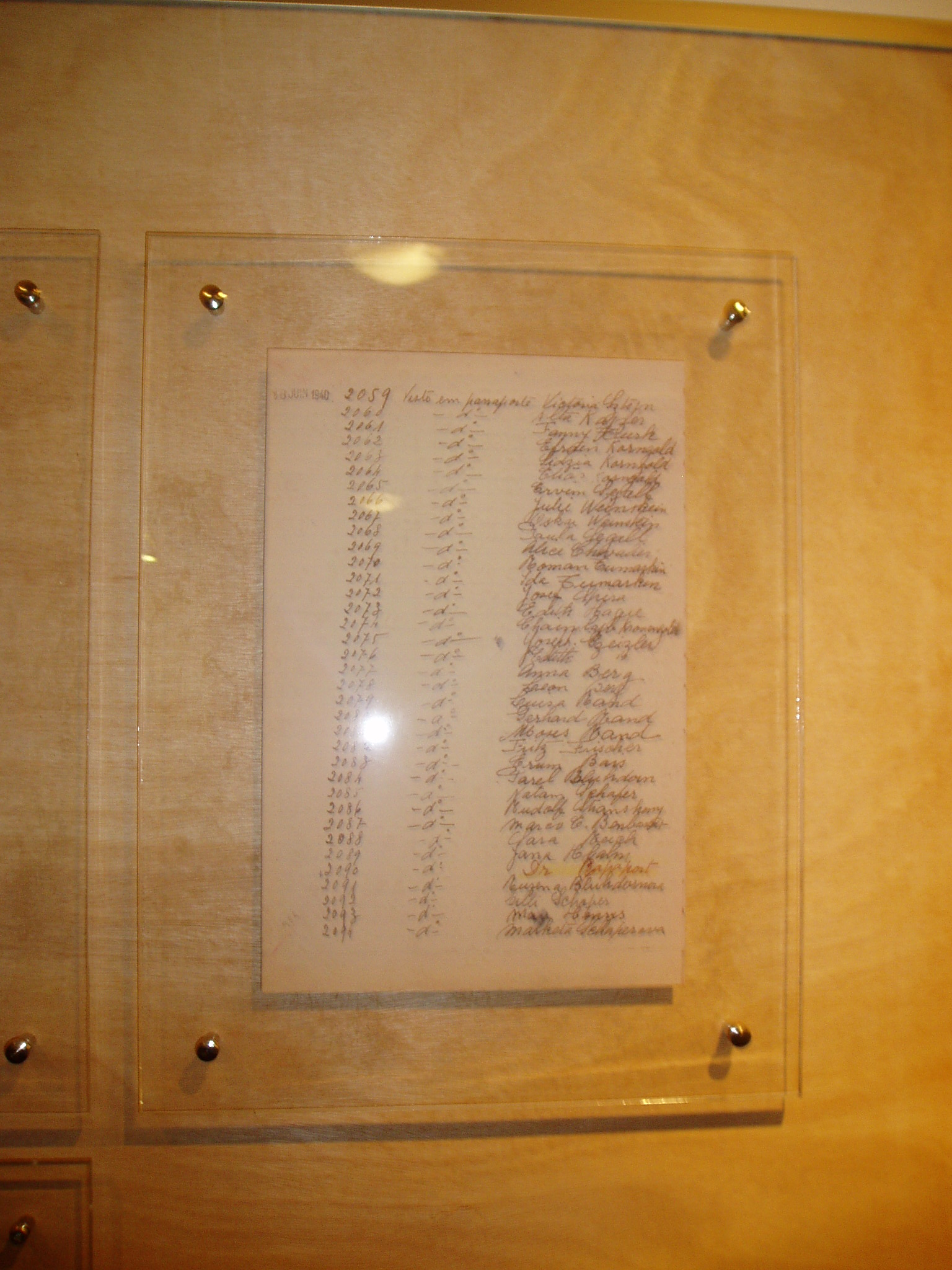
Рукописный список беженцев, которые получили выездные визы Соуза Мендеша 18 июня 1940 года. В левой колонке — серийные номера, в средней колонке — «виза в паспорт» (на португальском языке), в правой колонке — список имён. Список был сделан для выставки в Кнессете, январь 2008 г.

Через несколько дней после новых указаний Соуза Мендеш был призван к ответу за предоставление визы беженцу из Вены, профессору Арнольду Визрнцеру. Соуза Мендеш ответил: «Он сообщил мне, что, если он не будет в состоянии покинуть Францию в тот самый день, он будет интернирован в концентрационный лагерь, оставив жену и несовершеннолетнего сына в затруднительном положении. Я считал, что элементарная гуманность обязывает предотвратить такую крайность».
Преднамеренно не подчинившись приказу, Соуза Мендеш выдал примерно 30 тысяч виз евреям и другим преследуемым лицам: политическим диссидентам, офицерам из оккупированных стран, священникам и монахиням. Эти визы были не только для отдельных лиц, но иногда и для семей; по крайней мере в одном случае, виза была на семью из девяти человек. Соуза Мендеш решил спасать евреев отчасти благодаря своей дружбе с раввином Хаимом Крюгером, бежавшим во Францию из Восточной Европы через Антверпен.
Самые ранние из этих виз были выданы в течение нескольких месяцев между приказами от 1939 года и середины 1940-го. В течение этого периода он пытался защитить свою семью, отправив всех, кроме двух сыновей, домой в Португалию и постоянно посылая телеграммы в Лиссабон с кодированными просьбами об утверждении визы, чтобы сохранить свой пост. Большинство виз, однако, были выданы после трёхдневных колебаний в середине июня 1940 года. Это было вскоре после того, как Франко изменил статус Испании с «нейтральной» до «невоюющей», напомнил Португалии, что время уходит, и предложил ей последовать за своим соседом.
Консул предложил визу своему другу-раввину, который ответил: «Я не могу принять визы для нас и покинуть людей, стоящих за мной». Консул раздумывал как ему дальше действовать с 14 по 16 июня. 17 июня 1940 года Соуза Мендеш принял решение повиноваться тому, что он назвал «божественной силой» и выдать визы всем нуждающимся, приняв всю ответственность за последствия на себя.

## 17 июня — 8 июля: французско-португальский исход
Работая лихорадочно вместе с раввином Крюгером, двумя оставшимися сыновьями и их матерью и несколькими беженцами, консул сформировал «сборочную линию», производившую визы в течение всего дня до поздней ночи. Они сделали все необходимые изменения в обычной процедуре: консул подписывал документы только своей фамилией, не регистрировал визы и не собирал визовые сборы, и штамповал визы на клочках бумаги.
Срочность обострилась в тот день, когда маршал Петен объявил, что Франция подпишет мирный договор с Германией. «Сборочная линия» продолжала работать в течение всего следующего дня. Посланец семьи Габсбургов, после того, как вынужден был ждать в бесконечной очереди, ушёл с 19 визами для императорской семьи, а потом вернулся для получения дополнительного набора виз для австрийских беженцев.
До 19 июня с «конвейера» сходили многие пакеты виз, даже когда город бомбили немецкие самолёты. В этот день Соуза Мендеш бросился в консульство в Байонне, недалеко от испанской границы, где его визы должны были быть использованы, чтобы множество людей сбежало из страны. Обнаружив, что консульство перегружено, он взял на себя обязанности своего тамошнего подчинённого, консула Машаду, а также создал вторую «сборочную линию» для изготовления ещё тысяч выездных виз. Машаду доложил об этом поведении послу Португалии в Испании, Педру Теотонью Перейре, который поддерживал Германию и опасался, что принятие этих неприемлемых для Гитлера мер испортит отношения Португалии с Франко. Теотонью Перейра сразу отправился на французскую границу.
Соуза Мендеш прибыл в Андай, чтобы помочь беженцам там, таким образом, пропустив две телеграммы из Лиссабона, отправленные 22 июня в Бордо и Байонну, приказывавшие ему остановиться, даже когда перемирие Франции с Германией стало официальным. В статье для церковного журнала в 1996 году его сын Жуан Паулу рассказал:

Когда его дипломатическая машина достигла французского пограничного города Андай, мой отец встретил большую группу застрявших беженцев, которым он ранее выдал визы. Этих людей вернули обратно, потому что португальское правительство позвонило охранникам, дав команду: «Не засчитывать подпись Мендеша на визах».
Приказав водителю ехать медленно, отец дал сигнал группе следовать за ним на пограничный пункт, где не было телефонов. В официальном чёрном лимузине с дипломатическими номерами, отец привел беженцев через границу к свободе.

Соуза Мендеш отправился к границе в Ирун 23 июня, где он лично поднял шлагбаум, чтобы дать людям пройти в Испанию. Именно в этот момент посол Теотонью Перейра прибыл в Ирун, объявил Соуза Мендеша невменяемым и отменил все дальнейшие визы. «Асоошиэйтед Пресс» на следующий день сообщило, что около 10000 лиц, пытавшихся перейти через границу в Испанию, были отправлены обратно, так как власти больше не признавали их визы.
Поскольку Соуза Мендеш продолжал выпускать визы, Салазар направил 24 июня телеграмму, отзывающую его в Португалию. Приказ он получил по возвращении в Бордо 26 июня, но добирался очень медленно, и прибыл в Португалию только 8 июля. По пути он раздавал португальские паспорта беженцам, застрявшим в оккупированной Франции, предотвращая их депортацию в концлагеря.

## Увольнение и преследование
Он спас огромное количество жизней, но разрушил этим свою карьеру. В 1941 году Салазар потерял политическое доверие к Соуза Мендешу и приказал дипломату оставить свою деятельность, впоследствии приказал также, чтобы никто в Португалии не давал ему работу. Мендеш также обнаружил, что не мог вернуться к занятию юриспруденцией, поскольку он был лишён лицензии, и у него отняли международные водительские права.
Незадолго до окончания войны в 1945 году он перенёс инсульт, который оставил его по крайней мере частично парализованным. В последние годы жизни прежде столь заслуженного дипломата покинули большинство его коллег и друзей, и, по некоторым сведениям, даже некоторые члены семьи.
Местное агентство по делам еврейских беженцев обнаружило, что состояние семьи Мендеша крайне тяжёлое, и обеспечило её едой и арендной платой. Дети переехали в другие страны один за другим в поисках возможностей, в которых им в то время было отказано в Португалии. Все данные о них указывают, что они никогда не обвиняли своего отца и не жалели о его решении. Его супруга Анжелина умерла от инфаркта в 1948 году. Лишённый своей пенсии, он умер в нищете 3 апреля 1954 года, продолжая быть в опале у своего правительства.
Такое отношение правительства не было уникальным. Многие спасители евреев, использовавшие для этого свои полномочия в разных, в том числе нейтральных странах столкнулись с преследованием. Примерами являются японский консул в Каунасе Тиунэ Сугихара, швейцарский вице-консул в Будапеште Карл Лутц и полицейский в и швейцарском кантоне Санкт-Галлен Пауль Грюнингер.
По иронии судьбы, действия, побудившие Салазара уволить своего дипломатического представителя, принесли значительный почёт и ему, и Португалии, выглядевшей на международном уровне как оазис гостеприимства для евреев-беженцев. Журнал Лайф назвал Салазара «величайшим португальцем со времён Энрике Мореплавателя» (29 июля 1940).

## Посмертные почести и признания

### Мендеш в истории

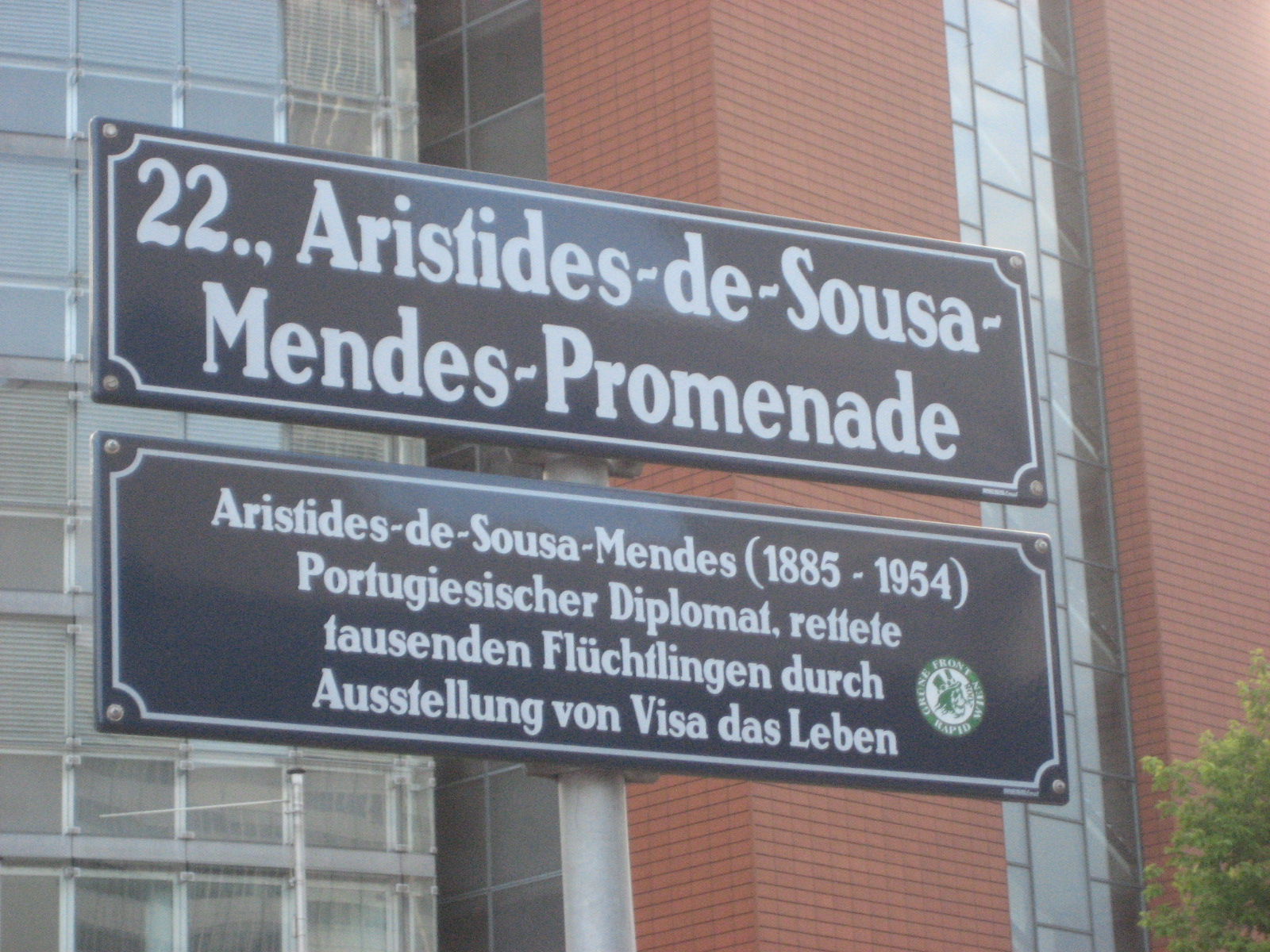
Площадь Аристидеша де Соуза Мендеша в Вене

Члены семьи, стремясь очистить его имя, добились публикации его истории в журналах и начали обращаться к евреям, получившим его визы, жившим в Нью-Йорке.
В 1966 году Соуза Мендеш был признан в израильском институте-музее Холокоста Яд ва-Шем в качестве одного из Праведников народов мира. Это был один из первых шагов на долгом пути.
В 1986 году, вдохновлённый выборами гражданского президента в Португалии, сын Мендеша Жоао Паул Абраншеш начал собирать подписи под петицией португальскому президенту на своей новой родине — в США. Он и его жена Джоан сотрудничали с Робертом Джейкобовичем, распорядителем Еврейской федерации Большого Ист-Бей (Окленд, Калифорния), для основания и работы «Международного комитета, посвящённого доктору Аристидешу де Соуза Мендешу». Им удалось получить поддержку различных политических деятелей, в том числе:
- Колетт Авиталь, посол Израиля в Португалии, которая поддерживала связь с португальским правительством[11][12]
- и двух конгрессменов от Калифорнии:
  - американца португальского происхождения республиканца Тони Коэльо и
  - республиканца Генри Ваксмана, одного из членов семьи которого спасла подпись Соуза Мендеша,

которые представили в Конгрессе резолюцию отметить его гуманную деятельность (принята в 1987 году).
Также в 1987 году Португальская Республика реабилитировала Соуза Мендеша и наградила его посмертно Орденом Свободы, одной из самых высоких наград в этой стране, хотя дипломатический ранг консула все ещё не был восстановлен. 18 марта 1988 г. португальский парламент официально отклонил все обвинения, восстановив его в дипломатическом корпусе единогласно и почтив его память овацией. Он был повышен до ранга посла.
Кроме того, был выпущен памятный крест в честь его действий в Бордо. В декабре того же года посол США в Португалии Эдвард Роуэлл вручил копии резолюции Конгресса от предыдущего года Педру Нуно де Соуза Мендешу, одному из сыновей, которые помогали в «конвейере» в Бордо, а также президенту Португалии Мариу Суарешу в Паласио-де-Белен.
В 1994 году бывший президент Мариу Суареш открыл бюст Соузы Мендеша в Бордо, а также мемориальную доску на доме 14 на площади Луи XVIII, в котором было консульство в Бордо.
В 1995 была выпущена португальская почтовая марка в честь Соузы Мендеша.
В 2004 году к 50-летию со дня смерти Соуза Мендеша Международный фонд Рауля Валленберга и Комитет Анджело Ронкалли организовали более 80 празднований по всему миру. Религиозные, культурные и образовательные мероприятия проводились в 30 странах на пяти континентах.
Память Аристидеша Соуза Мендеша официально почтили в штаб-квартире ЮНЕСКО в Париже 11 мая и 10 ноября 2005 года, в праздновании по случаю шестидесятой годовщины ЮНЕСКО и сороковой годовщины вступления туда Португалии.
Особняк, который Соуза Мендешу пришлось продать в последние годы жизни пришёл в негодность и подлежал сносу. Однако, на деньги от португальского правительства наследникам Соуза Мендеша в 2000 году, семья решила создать Фонд Аристидеша де Соуза Мендеша (Fundação Aristides de Sousa Mendes). При содействии правительственных чиновников фонд приобрёл дом в целях создания музея в его честь. Дом был объявлен португальским национальным памятником 3 февраля 2005 года. ЮНЕСКО собрала 6000 евро пожертвований для фонда. Несмотря на это, президент фонда говорил в 2006 году, что организации трудно собрать достаточно дополнительных средств на восстановление дома.
14 января 2007 года Аристидеш де Соуза Мендеш был назван в первой десятке при опросе о самых великих португальцах. Он занял третье место среди умерших после коммунистического лидера Алваро Куньяла (второе место) и покойного диктатора Антониу ди Оливейра Салазара (победитель).
В феврале 2008 года спикер португальского парламента Хайме Гама открыл виртуальный музей в интернете. Он обеспечивает доступ к фотографиям и другим документам, хронике жизни Мендеша. Сайт на португальском языке, но перевод на другие языки планируется.
В Тель-Авиве есть улица его имени.
23.03.2017 комиссия по наименованию улиц муниципалитета Иерусалима на заседании № 17 рекомендовала утвердить заявку о наименовании одной из площадей города именем Аристидеша де Соуза Мендеша единогласно.
24.04.2017 городской комитет Иерусалима утвердил протокол № 17 комиссии по наименованию улиц единогласно (участвовали 19 человек).
В июне 2020 года парламент Португалии решил установить памятник Аристидешу де Соуза Мендешу в Национальном пантеоне в Лиссабоне. 19 октября 2021 года президентом республики была торжественна открыта памятная доска с именем Аристидеша де Соуза Мендеш.

### Мендеш в искусстве
14 ноября 2008 году во Франции вышел поставленный французским режиссёром Жоэлем Сантони (Joël Santoni) телевизионный художественный фильм «Непокорность» («Désobéir») о деятельности Мендеша в военный период.
В 2014 году французским издательством Gallimard выпущена художественная книга авторства Салима Баши «Le consul», основанная на истории жизни Мендеша.